# Violet (album Closterkellera)
Violet – trzeci studyjny album grupy muzycznej Closterkeller. Wydany został w 1993 roku przez Izabelin Studio. W 1999 r. ukazała się reedycja nakładem Metal Mind Records, zawierająca utwory bonusowe.
W czasopiśmie branżowym „Teraz Rock” wystawiono płycie ocenę 4,5 na 5.

## Lista utworów (wersja kasetowa)
strona A:
1. „To on – znowu następny” – 4:55
2. „W moim kraju” – 4:25
3. „To muzyka” – 4:15
4. „Babeluu” – 4:30
5. „Walet pik” – 3:00
6. „Salome” – 3:10
7. „Kolana i już” – 2:05

strona B:
1. „Supernova” – 3:20
2. „Jihad” – 3:00
3. „A nadzieja” – 4:30
4. „Video – film” – 3:00
5. „Dwa oblicza Ewy” – 3:45
6. „Agnieszka” – 5:15
7. „Violette” – 5:40

## Lista utworów (wersja cd 1999)
1. „To on – znowu następny” – 4:46
2. „W moim kraju” – 4:30
3. „To muzyka” – 4:25
4. „Babeluu” – 4:36
5. „Kołysanka dla Adasia” (bonus) – 1:58
6. „Walet pik” – 3:00
7. „Salome” – 3:38
8. „Kolana i już” – 2:32
9. „Agnieszka” – 5:19
10. „A nadzieja” – 4:37
11. „Supernova” – 3:29
12. „Jihad” – 3:20
13. „Hassan I Sabbah” (bonus) – 3:52
14. „Video – film” – 3:06
15. „Dwa oblicza Ewy” – 3:54
16. „Violette” – 5:56
17. „Noc w haremie” (bonus) – 5:42
18. „Babeluu” (videoclip) – 4:35
19. „W moim kraju” (videoclip) – 4:27

- Wideoklipy znajdują się tylko na reedycji wydanej przez Metal Mind Productions w 1999 roku.

## Twórcy
- Anja Orthodox – śpiew
- Paweł Pieczyński – gitara
- Michał Rollinger – instrumenty klawiszowe
- Krzysztof Najman – gitara basowa
- Piotr Pawłowski – perkusja

### Gościnnie
- Zbigniew Bieniak – śpiew
- Fiolka Najdenowicz – arabeski

## Inne
Podczas nagrywania albumu zespół wykorzystał instrumenty:
Fender Stratocaster, Gibson Les Paul, Charwell Jackson, Ovation acoustic, Aria Pro II, Yamaha SY22, Roland U-220, Tama Drums